# Массовые убийства в Понарах
Ма́ссовые уби́йства в Пона́рах — массовые расстрелы нацистами и литовскими коллаборационистами евреев Вильнюса, цыган, советских военнопленных и участников сопротивления в лесу около посёлка Понары (он же Верхние Понары) в годы Второй мировой войны. Всего в Понарах было убито по разным оценкам от 50 до 100 тысяч человек, большинство из них — евреи.

## История
В 1940 году после включения Литвы в состав СССР, в районе посёлка началось строительство нефтебазы. Были выкопаны большие котлованы для размещения в них ёмкостей с горючим. Однако, в связи с вторжением немецких войск, планы создания нефтебазы были сорваны. 
Это место находилось в 3 км от железнодорожной станции в уединённой лесистой местности. После немецкой оккупации котлованы стали использоваться для уничтожения гражданского населения. Место убийств было окружено забором из колючей проволоки и охранялось 10-12 членами зондеркоманды.
Ежедневно расстреливали до 800 человек. По подсчётам, в период с лета 1941 года было уничтожено до 100 тысяч человек. В казнях принимали участие солдаты из айнзатцгруппы A, эсэсовцы, но в основном литовские коллаборационисты. Тела казнённых сваливались в котлованы и засыпались землёй. В первую очередь уничтожались евреи, в частности из Вильнюсского гетто, и они составили большинство жертв. Кроме этого было убито некоторое число евреев, привезённых из других стран, а также советских военнопленных и участников антинацистского сопротивления.
После Курского сражения немецкая сторона начала скрывать следы преступлений. Фашисты заставили 80 евреев-заключённых выкапывать полуразложившиеся тела, укладывать их штабелями, обкладывать сухими дровами, обливать маслом и поджигать. Такой костёр из мёртвых тел горел трое суток, после чего останки тел перемалывались до состояния песка, крупные фрагменты тщательно дробились. Сжигание трупов продолжалось с конца 1943 года до июня 1944 года.

## Процессы над военными преступниками
Франц Мурер, функционер НСДАП, заместитель гебитскоммисара Вильнюса Ганса Хингста по «еврейскому вопросу», более известный как «вильнюсский мясник», был арестован в Австрии в 1947 году и экстрадирован в СССР, где был приговорён к 25 годам трудовых лагерей. В 1955 году был освобождён и передан Австрии. В 1963 году был полностью оправдан судом Граца. Мурер умер в 1994 году. Суду над Мурером посвящен фильм «Дело Мурера: Хроники одного судебного процесса», снятый австрийским режиссёром Кристианом Фрошем в 2018 году.
В 1950 году земельный суд Вюрцбурга приговорил к пожизненному заключению Мартина Вайса и Августа Херинга. В 1959 году приговор в отношении Херинга был заменён на 15 лет и вскоре отменён. В 1971 году приговор в отношении Вайса стал условным, а в 1977 году он был освобождён.

## Память
В 1945 году был установлен памятник убитым в Понарах, но в 1952 году он был снесён. Новый памятник был установлен в начале 60-х.
В настоящее время в Понарах находится новый мемориал в честь погибших и постоянно действующая экспозиция Еврейского музея.